# Prince Nico Mbarga
Pour les articles homonymes, voir Mbarga.
Prince Nico Mbarga, de son vrai nom Nicolas Mbarga né le 1er janvier 1950 à Abakaliki (Nigeria britannique) et mort le 24 juin 1997 à Calabar, est un auteur-compositeur-interprète camerouno-nigérian. 
Né au Nigéria en 1950 d'un père camerounais et d'une mère nigériane, Il a toujours été à cheval entre les deux pays mixant avec talent les influences et rythmes des deux cultures. Après un séjour de quelques années au Cameroun à cause de la guerre du Biafra, Prince Nico retourne au Nigéria au début des années 1970 et fonde le Rocafil Jazz. Rapidement reconnu chez lui, la renommée du groupe explose en 1976 avec l'énorme succès international du morceau Sweet Mother sur l'album du même nom, titre qui reste encore de nos jours le record de vente jamais réalisé en Afrique (on parle de 13 à 30 millions d'exemplaires en fonction des sources). Après un séjour en Angleterre dans les années 1980, Prince Nico met un terme à sa carrière musicale et se consacre à la gestion de ses deux hôtels au Nigéria jusqu'à sa mort des suites d'un accident de moto en 1997.
Il laissera derrière lui une vingtaine d'albums, ainsi qu'un jeu de guitare assez reconnaissable.